# Run Baby Run
«Run Baby Run» es el segundo sencillo del disco Bleed Like Me de Garbage en Australia y la mayoría de los países de Europa. Estaba planeado para ser el tercer sencillo en el Reino Unido, pero las fechas programadas (agosto de 2005, octubre de 2005 y marzo de 2006) fueron canceladas. La canción tuvo mucho éxito en las radios y televisoras de Sudamérica.
"Run Baby Run" fue lanzada en julio de 2005 en Australia, donde no llegó a tener el éxito de su predecesora "Why Do You Love Me", a pesar de haber sido una de las canciones más radiada en la semana de lanzamiento en las radios australianas. La canción también fue radiada frecuentemente en las radios de Estados Unidos, aún sin haber sido lanzada como sencillo. La revista Billboard sugirió que podría ser un sencillo exitoso y MTV reportó a fines de 2005 que ésta o It's All Over But The Crying podrían ser el tercer sencillo del disco en Estados Unidos.
Para su sencillo la canción no fue remezclada, pero contó con tres caras B: "Never Be Free", "Honeybee" y "Badass (October 2003 Ruff Demo)".

## Posicionamiento
| Año  | Sencillo       | Listas                             | Posición |
| ---- | -------------- | ---------------------------------- | -------- |
| 2005 | "Run Baby Run" | Turkish Singles Chart              | 26       |
| 2005 | "Run Baby Run" | Australian ARIA Singles Chart      | 47       |
| 2005 | "Run Baby Run" | German Media Control Singles Chart | 97       |